# 튀르키예 유대인 박물관

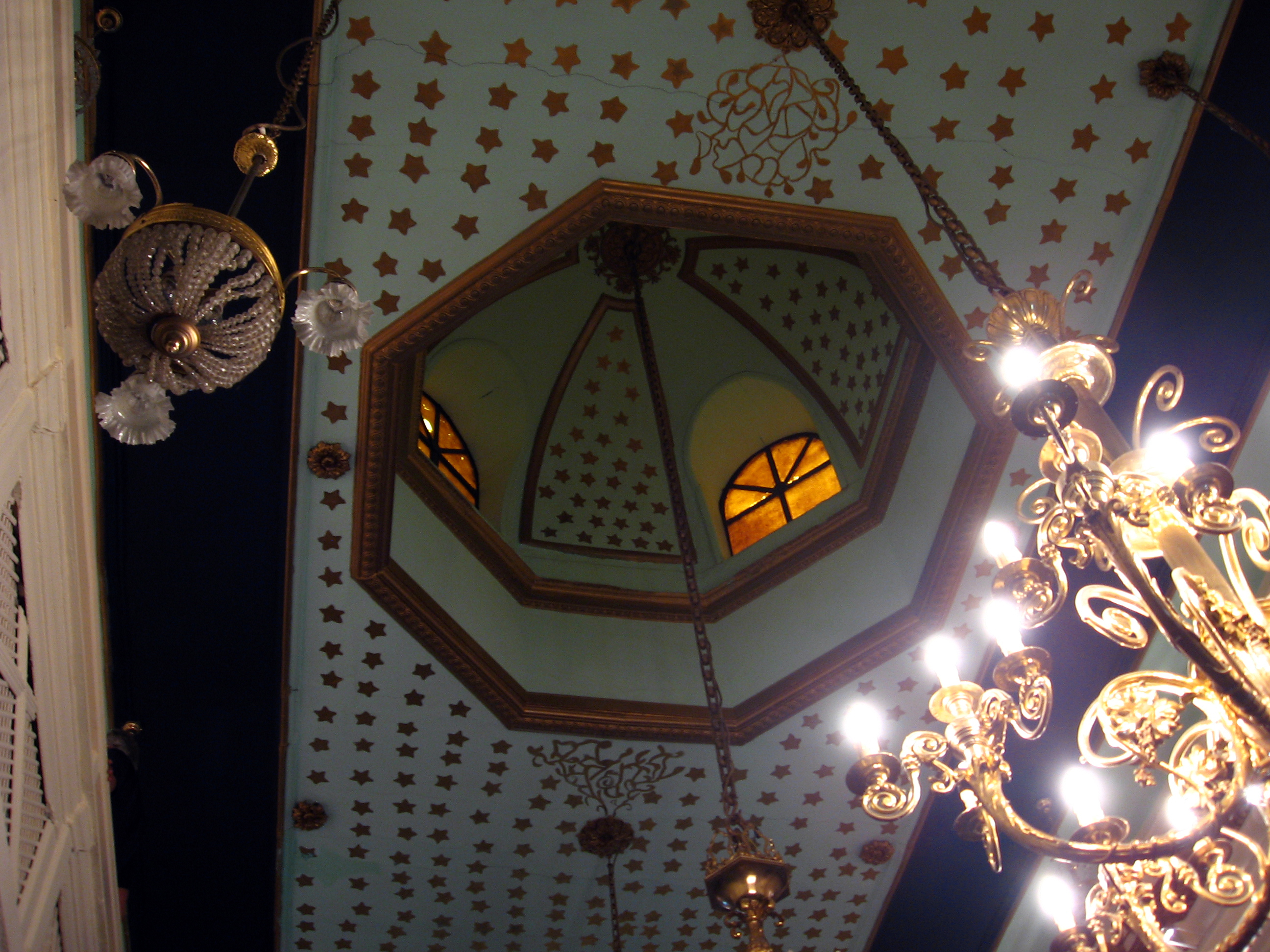

튀르키예 유대인 박물관(튀르키예어: 500. Yıl Vakfı Türk Musevileri Müzesi)은 튀르키예 이스탄불에 위치한 유대 박물관이다.